# Conus abrolhosensis
Conus abrolhosensis es una especie de gastrópodo marino de la familia Conidae.Los integrantes de la esta familia son conocidos como caracoles cono, ya que tienen conchas con forma cónica. Estos caracoles son depredadores y venenosos. Son capaces de "picar" a los humanos.

## Distribución geográfica
La especie fue descripta a partir de ejemplares hallados en el Archipiélago de Abrojos, en el Estado de Bahía, Brasil." En el sitio Sea Life Base se menciona la presencia de esta especie en ambientes tropicales, en las coordenadas 18° S y 39° E, en coincidencia con el sitio de descubrimiento de la especie, que vive a profundidades de 20 m.

## Ecología
Si bien se conoce poco de los aspectos ecológicos de esta especie, se puede asumir que son similares a otras especies de la familia Conidae. Los caracoles de esta familia son animales depredadores sofisticados. Cazan e inmovilizan a sus presas utilizando un diente radular modificado junto con una glándula venenosa que contiene neurotoxinas; el diente sale disparado de la boca del caracol con una acción similar a la de un arpón.Los caracoles cono pueden causar la muerte de humanos.

## Etimología y creación de la especie
La especie Conus abrolhosensis fue nombrada a partir de la publicación del libro  (1987). "New Caribbean molluscan faunas" del autor Eduard J. Petuch en 1987.La descripción de la especie se encuentra en las páginas 142 y 143 de la publicación. Además, se incluyeron dos fotografías en la lámina 28 (figuras 7 y 8). El epíteto específico, es decir, abrolhosensis se debe a que los ejemplares hallados, que justificaron la creación del taxón, se obtuvieron cerca del archipiélago de Abrojos (Abrolhos, en portugués), en el Estado de Bahía, Brasil. Este sitio es la localidad tipo de la especie. La definición de la especie está basada en un ejemplar, el holotipo (USNM 859872) y un paratipo. Los dos ejemplares fueron colectados accidentalmente por pescadores comerciales en 1979, con métodos de pesca de fondo en un complejo arrecifal (coralino) indicado como el más meridional del océano atlántico sur.El autor se había referido anteriormente a esta especie como Conus jaspideus, aunque posteriormente juzgó que correspondía a una especie nueva.

## Descripción
Descripción original: "Concha pequeña para el género, de forma bicónica, espira elevada; última vuelta brillante, pulida, esculpida con numerosos cordones espirales elevados; los cordones espirales se vuelven más fuertes en el extremo anterior; hombro en ángulo agudo, carenado; carena coronada en la espira, con las coronaciones volviéndose menos desarrolladas y obsoletas en la mitad final de la última vuelta; apertura estrecha, color de la concha variable, que va desde naranja (holotipo) hasta blanco y azul-púrpura con manchas blancas dispersas alrededor de la mitad del cuerpo y la punta anterior de las vueltas; holotipo de color naranja oscuro con flámulas blancas de forma ovalada y espaciadas uniformemente alrededor del borde de la periferia; en especímenes blancos y morados, espira de color marrón oscuro, con el mismo patrón de flámulas blancas uniformemente espaciadas, protoconcha grande mamillada, periostraco delgado, translúcid y liso; con hilera de pequeños mechones a lo largo de la carena del hombro y la carena de la espira, que corresponden a las carenaciones del hombro". El tamaño de la concha varía entre 11 milímetros y 30 mm.